# Araminda
Araminda es un balneario de la costa de oro en Uruguay fundada en el año 1948. Se urbanizó sobre las 82 hectáreas que en el pasado pertenecían a su antiguo dueño: Victoriano Rovira. Pertenece al municipio de La Floresta
Su nombre se debe al nombre de la esposa de su antiguo propietario: Araminda Julia Beloso de Rovira.

## Playas
Araminda tiene dos playas separadas de la rambla por barrancos y dunas, con mar sereno, seguro para baños. La playa que se encuentra entre dos puntas, por ser la más angosta, es la más concurrida y la que más se llena de toda esta zona balnearia de la Costa de Oro (de San Luis a Santa Lucía del Este). La otra playa es más solitaria, ideal para los que buscan desconexión

## Balnearios cercanos
Una breve caminata separa a Araminda de San Luis y de La Tuna-Los Titanes al oeste, y de Santa Lucía del Este hacia el este. Todos estos balnearios están muy ligados entre sí y complementan sus servicios y actividades. Veraneantes de las localidades vecinas llegan las noches de verano al baile de Araminda, mientras que los que vacacionan aquí suelen visitar el Club de Los Titanes-La Tuna, con deporte y entretenimiento para todas las edades.

## Ubicación
El balneario se encuentra localizado al sureste del departamento de Canelones, sobre las costas del Río de la Plata y a la altura del km 66 de la ruta Interbalnearia. Limita al oeste con el balneario La Tuna y al este con el balneario Santa Lucía del Este. Es uno de los balnearios que conforman la Costa de Oro uruguaya.

## Población
Según estimaciones de 2015 el balneario contaba con una población de 170 habitantes.
| 35            | 35 | 81 | 117 | 154 | 152 |
| (Fuente: INE) |    |    |     |     |     |